# Adelotettix
Adelotettix is een geslacht van rechtvleugeligen uit de familie veldsprinkhanen (Acrididae). De wetenschappelijke naam van dit geslacht is voor het eerst geldig gepubliceerd in 1910 door Bruner.

## Soorten
Het geslacht Adelotettix omvat de volgende soorten:
- Adelotettix brunneus Bruner, 1911
- Adelotettix caeruleipennis Bruner, 1922
- Adelotettix collaris Bruner, 1908
- Adelotettix equatoriensis Amédégnato & Poulain, 1987
- Adelotettix gigas Descamps & Rowell, 1978
- Adelotettix inornatus Descamps, 1978
- Adelotettix obscurus Bruner, 1910
- Adelotettix ombrophilus Descamps & Amédégnato, 1972
- Adelotettix seabrai Descamps, 1980